# Néstor Braunstein
Néstor Alberto Braunstein (Bell Ville, Argentina, 1941, Barcelona, 7 de septiembre de 2022) fue un psicoanalista argentino, naturalizado mexicano en 1997[cita requerida]. Radicado en México entre los años 1974 y 2015, que residió durante sus últimos años en Barcelona, España, donde fue profesor invitado de la Universidad de Barcelona y la Universidad Complutense de Madrid. Fue también miembro activo de la Federación Europea para el Psicoanálisis (F.E.P: Fédération Européenne pour la psychanalyse) y contribuyó frecuentemente para el EJP, Européenne Journal of Psychoanalísis.
Como activista en favor de la muerte digna, y ante el irreversible deterioro de su salud a causa de la edad, se quitó la vida en su domicilio en Barcelona el día 7 de septiembre de 2022.

## Carrera
En septiembre de 2019, el doctor Néstor Alberto Braunstein fue nombrado doctor honoris causa por la Universidad Veracruzana de México, por los siguientes motivos, entre otros: "Ha escrito treinta y dos libros y más de doscientos cuarenta artículos; ha presentado trabajos científicos en dieciocho diferentes países, incluyendo México. Ha visitado, como expositor o conferencista, diecinueve universidades en quince estados del país. Ha sido miembro de trece editoriales en distintos lugares del mundo. Posee una gran trayectoria como investigador, docente, editorialista y clínico de la psiquiatría y el psicoanálisis" Discurso de Xalapa. Psicología: Ideología y Ciencia 2020.
Como se precisa más abajo, sus textos abordan "una gran variedad de temas de la relación entre 
el psicoanálisis y la cultura"; tan es así que hoy por hoy, son remarcables sus artículos sobre La Pandemia del Covid-19 "Tampoco el Psicoanálisis volverá a ser lo que era" y "El Regreso de Antígona: Ritos Funerarios en Tiempos de Pandemia", como así también, la actualidad que nunca ha perdido su libro "El Goce - Un concepto lacaniano", que ha sido publicado en inglés "Jouissance: A Lacanian Concept" por la Universidad de Nueva York, SUNY. 
Obtuvo el título de médico en la Universidad Nacional de Córdoba, Argentina, en 1962, y de doctor en medicina en la misma universidad en 1965. En 1974 tuvo que exiliarse por razones políticas y académicas, y se trasladó a México, donde fue psicoanalista practicante, profesor de posgrado y autor de numerosas publicaciones hasta el 2015, cuando se trasladó a Barcelona España.
Desde 1959 se dedica a la enseñanza universitaria, primero en Argentina y, desde 1975 hasta 2014, en programas de postgrado de universidades mexicanas y en 2013 obtiene la condición de pensionado de la UNAM, después de 38 años de docencia. En sus primeros años en México se desempeñó como psiquiatra en instituciones públicas y centros de salud dedicados al tratamiento de niños y de adultos. En España es profesor invitado por la Universidad de Barcelona y por la Universidad Complutense de Madrid.
Inmediatamente después de su llegada a México, publicó (con algunos capítulos escritos por Marcelo Pasternac, Gloria Benedito y 
Frida Saal) Psicología: Ideología y ciencia, obra en la que arrasaba con la psicología académica y denunciaba sus pretensiones de presentarse como una auténtica ciencia. En su lugar, Braunstein proponía al psicoanálisis como una alternativa práctica, como una herramienta metodológica y como la teoría adecuada para tratar con la subjetividad humana, única capaz de reorientar el estudio de la psicología. El libro conoció un éxito excepcional: se imprimieron 27 ediciones entre 1975 y 2016 (se vendieron más de 80,000 ejemplares). La obra contribuyó a cambiar el paisaje académico en la mayoría de las facultades de psicología de los países de Latinoamérica, y el autor fue invitado por muchas de ellas para pronunciar conferencias en ocasión de los 20.º, 25.º,
30.º y 40.º aniversarios de la primera edición del libro. Aún hoy 2016 es utilizado como libro de texto y de introducción a la 
psicología en numerosas universidades. Una evaluación actualizada, con las reservas emitidas por el autor puede leerse en la conferencia 
celebrando los 40 años en la Universidad Nacional de Tucumán, Argentina.
En 1978 fue exonerado de sus funciones en instituciones psiquiátricas mexicanas por sus posiciones epistemológicas críticas de las 
clasificaciones oficiales de las llamadas enfermedades mentales.
En 1980 publicó un libro pionero que se ocupaba del psicoanálisis 
lacaniano, el primero aparecido en México, Psiquiatría, teoría del 
sujeto, psicoanálisis. (Hacia Lacan); de él se han impreso catorce 
ediciones y es ampliamente leído, discutido y citado. A partir de 1981 
Braunstein tomó a su cargo la publicación de una serie de libros en 
Siglo Veintiuno Editores, México que constantemente se reimprimen: 
Coloquios de la Fundación, con 13 títulos publicados donde se analizan 
los aspectos más críticos del psicoanálisis lacaniano. En esa colección 
se editaron muchas y sugestivas contribuciones que eran las primeras 
obras de jóvenes analistas mexicanos.
Entre 1975 y 1980 impartió seminarios de psicoanálisis freudiano y 
lacaniano en el Círculo Psicoanalítico Mexicano y en el departamento de 
Postgrado de Psicología Clínica en la [[Facultad de Psicología de la 
Universidad Nacional Autónoma de México]] y desde 2005 hasta 2013 
dirigió un seminario en la Facultad de Filosofía y Letras de la 
misma institución. Es miembro del consejo y profesor en el doctorado en 
Teoría Crítica en 17, Instituto de Estudios Críticos y fue hasta 
2015 Secretario del Consejo Administrativo de Siglo Veintiuno 
Editores.
Introdujo el psicoanálisis y la enseñanza de Jacques Lacan en el 
ambiente cultural mexicano. Dictó el primer curso universitario dedicado
al psicoanalista francés (UNAM,1977), publicó el primer artículo sobre 
ese autor (Lust; México, n.º 1, 1979), el primer libro dedicado a esa
enseñanza (Psiquiatría, teoría del sujeto, psicoanálisis (Hacia 
Lacan) México, D. F. 1980) y fundó la primera institución en México 
orientada a la práctica del psicoanálisis según la teoría freudiana y la
clínica lacaniana (Fundación Mexicana de Psicoanálisis, 1980). Fundó y 
dirigió el primer instituto de estudios psicoanalíticos con 
reconocimiento oficial (Centro de Investigaciones y Estudios 
Psicoanalíticos, 1982), al cual condujo y en el que enseñó hasta el año 
2003.
Desde 1985 imparte cursos fuera de México. Fue invitado a dictar 
conferencias magistrales inaugurando o clausurando congresos en 
Bogotá, Pontificia Universidad Javeriana, 1991, Pekín 
Psychoanalysis International Symposium, Beijing University Health 
Science Center, Beijing April 14-16, 2001, París Lacan, 100 ans, la 
Sorbonne, 23 janvier 2000, y 2012 Nueva York Columbia University y 
Fordham University, 1992 a 2013 , Madrid, Universidad Complutense, 
Máster en Teoría Psicoanalítica 1993, 1997, 2015 Estambul 
Istanbul'da Psykanaliz, Etkinlikleri Sürüyor, septiembre de 2001 
Roma, Santiago de Chile,  Universidad Andrés Bello. Mención 
Psicoanálisis, abril de 2000 [[Universidad Nacional de Tucumán, 
Argentina]], Conferences on James Joyce's life and work, Rome, 1996 and 
Dublin, 2007, Congress of the Affiliated Psychoanalytic Workgroups 
'WPA', Vancouver, Canadá 2016. 
Analyse Freudienne, París, 2016. Ha impartido seminarios de 
psicoanálisis lacaniano en casi todos los países del continente 
americano.
Exmiembro de Honor de Lapsus de Toledo, Toledo, España y colaborador en ciertas publicaciones de esa asociación.
Fue periodista cultural especializado en psicoanálisis en distintos 
periódicos mexicanos de circulación general (Uno más uno, 
Excelsior, Reforma, Este país, El Universal).
Ha traducido numerosos textos literarios y psicoanalíticos al 
español.
Sus textos han cubierto una gran variedad de temas de la relación entre 
el psicoanálisis y la cultura, amén de haber sido publicados no sólo en español, sino también en inglés, francés y portugués: la filosofía desde Platón hasta 
Wittgenstein y Derrida, la literatura desde Sófocles hasta 
Georg Sebald y Christa Wolf, las artes plásticas, la música,
la ópera, el cine, el teatro, la historia, la 
teología, la medicina, las neurociencias, el derecho y las 
prácticas jurídicas, la lingüística, la antropología, la 
psicología académica, la pedagogía, la política, la 
psiquiatría y la vida social en el siglo veintiuno. Ha realizado 
contribuciones a la clínica del psicoanálisis y, en particular a los 
casos llamados fronterizos o borderline. 
Desde 2004 a 2012 abordó el tema de la memoria, articulando el significado y las investigaciones sobre la capacidad de recordar en el psicoanálisis y sus referencias constantes: Sigmund Freud y Jacques Lacan, la literatura, la 
filosofía, la historia y las neurociencias. Publicó numerosos ensayos 
sobre la relación entre las artes y el psicoanálisis; aboga por la 
restricción parsimoniosa en las intervenciones del psicoanalista en el 
campo aledaño de la reflexión estética. Es autor de 18 prólogos a libros
de psicoanálisis publicados francés, español y portugués.
Su obra más difundida es Goce, donde sostiene que el núcleo 
conceptual que une la teoría y la clínica psicoanalíticas es el concepto
de goce, definido mínimamente como “el conjunto de formas en que un
cuerpo es afectado por el lenguaje”. En ese sentido argumenta que puede
entenderse al psicoanálisis como una “gozología”, un saber 
pacientemente elaborado desde Freud y después de Lacan hasta la 
actualidad.

## Publicaciones principales
Ha publicado más de 240 artículos en revistas y periódicos y libros de 
autoría colectiva especializados en psicoanálisis lacaniano. Entre sus 
libros figuran:
- Elementos de Psicopatología en la Práctica Médica. (Editor y coautor) Editorial Universitaria de Córdoba, 1965

- Coautor y responsable de Psicología: Ideología y Ciencia, prólogo de Marie Langer, con Marcelo Pasternac, Gloria Benedito y Frida Saal (México, Siglo Veintiuno, 1975, 24 ediciones). ISBN 968-23-1732-0

- Psiquiatría, Teoría del Sujeto, Psicoanálisis (Hacia Lacan), (México, Siglo Veintiuno, 1980 13 ediciones). ISBN 968-23-0984-0

- La Clínica Psicoanalítica: de Freud a Lacan, (San José de Costa Rica, 1987). ISBN 9968-9721-0-X

- Goce (1990), México, Siglo Veintiuno, 5 ediciones, ISBN 968-23-1647-2. Traducido al francés como La Jouissance: un concept lacanien, París, Point-Hors Ligne, 1992 ISBN 2-904821-39-2, 2ª edición corregida y aumentada, Ramonville, Érès, 2005 ISBN 2-7492-0474-7, y en curso de traducción al inglés (Verso, 2001) Traducción al portugués: 'Gozo, Sao Paulo, Escuta, 2007. ISBN 978-85-7137-257-3

- El goce. Un concepto lacaniano. 2ª edición totalmente reescrita del libro anterior. (Buenos Aires, Siglo Veintiuno, 2006.ISBN 968-23-2634-6

- Freudiano y Lacaniano, Buenos Aires, Manantial, 1994. ISBN 950-9515-88-4

- Por el camino de Freud, México, Siglo Veintiuno, 2001.

- Ficcionario de Psicoanálisis, México, Siglo Veintiuno, 2001.

- ¿Hay una patología limítrofe?, Universidad Católica de Santiago de Guayaquil, Ecuador.

- Memoria y espanto O el recuerdo de infancia, México, Siglo Veintiuno, 2008. ISBN 978-968-23-2738-4.

Traducido al inglés y publicado como Memory and Dread OR the Memory of Childhood (Translation by Peter Kahn). New York, Jorge Pinto Editores, 2010, ISBN 978-1-934978-26-9
Traducido al francés y publicado como Les présages OU le souvenir d'enfance retrouvé (Traduction de Jacques Nassif) Paris, Stock, 2011. ISBN 978-2-234-06941-1
- Depuis Freud, Après Lacan. Déconstruction dans la psychanalyse, Ramonville, Érès, 2008. ISBN 978-2-7492-0855-8

- La memoria, la inventora México, Siglo Veintiuno, 2008. ISBN 978-968-23-2757-5

- Cien años de novedad. La moral sexual “cultural” de Sigmund Freud 1908—2008, México, Siglo Veintiuno, 2008. (Coautor y coeditor con Betty Fuks). ISBN 978-607-3-00023-9

- Psychanalyse ou morale sexuelle : un dilemme centenaire, Érès, Toulose, 2009. Avec Sigmund Freud et Jacques Nassif

- Cem anos de novedade. A moral sexual “cultural” de Sigmund Freud 1908—2008, Rio de Janeiro, Contracapa (en prensa), 2008. (Coautor y coeditor con Betty Fuks).

- La memoria del uno y la memoria del Otro, México, Siglo Veintiuno, 2009.

- Coordinador de la edición y coautor en todos los libros de la serie de Coloquios de la Fundación (13 volúmenes).

- Autor del capítulo Desire and Jouissance in Lacanian Teachings en el Cambridge Companion to Lacan (Cambridge, Londres y Boston, 2003), Jean-Michel Rabaté (ed.). ISBN 0-521-80744-1 y ISBN 0-521-00203-6

- El inconsciente, la técnica y el discurso capitalista México: Siglo XXI, 2012. (195 p) ISBN 978-607-03-0352-4. En traducción al francés por Ana Claudia Delgado Restrepo, Le malaise dans la technologie. L'inconscient, la technique et le discours capitaliste, París, Au bord de l'eau, 2014.

- La memoria del uno y la memoria del otro Tercer volumen de la trilogía sobre la memoria. México: Siglo XXI, 2012. ISBN 978-607-03-0408-8.

- Traducir el psicoanálisis. Interpretación, sentido y transferencia México, Paradiso, 2012, 222 pp. ISBN 978-607-95531-7-3. La edición en francés de esa obra Traduire la psychanalyse (traducción de Jacques Nassif) es publicada por Érès, Toulouse, 2016.

- “The discourse o the markets or the discourse of psychoanalysis: a forced choice”. En: Ian Parker y David Pavón-Cuéllar (editores), Lacan, Discourse, Event: New Psychoanalytic Approaches to Textual Indeteminacy, Londres y Nueva York, Routledge, 2013, ISBN 978-0-415-52163-5 (traducción al español: Lacan, discurso, acontecimiento: nuevos análisis de la indeterminación textual, Ciudad de México, Plaza y Valdés, 2014)

- “El psicoanálisis, por venir”. En: Martha Reynoso de Solís, coord., Historia del psicoanálisis en México México, Museo Casa León Trotsky, 2012, pp. 231-244. ISBN 978-607-95961-1-8.

- “Jaime Labastida: Pensador y poeta” En Revista de la UNAM, México, noviembre de 2012. Reimpreso como prólogo en Jaime Labastida En el centro del año Madrid, Salto de Página, 2013, pp. 7-20. ISBN 978-84-15065-42-5.

- Freud: Tótem y tabú 100 años después (1913-2013) Coordinador de la edición en español –con Carina Basualdo y Betty Fuks) y coautor con el artículo Del Urvater al Big Brother. Siglo Veintiuno, México, 2013. ISBN 978-607-03-04-0472-9, pp. 76-99-

- En francés:  Totem et tabou. Cent ans après (coordinadores: Carina Basualdo, Néstor A. Braunstein y Betty Fuks). Artículo “Le père primitif et le père digitalisé, ou De l’Urvater au Big Brother”, pp. 71-98. París, Le bord de l’eau ISBN 978-2356-87240-1)

- En portugués Totem e tabu. Cem anos apos (1913-2013) (coordinadores: Betty Fuks, Néstor A. Braunstein y Carina Basualdo, Rio de Janeiro, Contracapa, 2013).

- Clasificar en psiquiatría Crítica al DSM5 de la Asociación Psiquiátrica de los EE. UU. Tres ediciones en México, Siglo Veintiuno, 2013, ISBN 978-607-03-465-1), Buenos Aires, Siglo Veintiuno (2013) y Madrid, Siglo Veintiuno y Biblioteca Nueva,2014, ISBN 978-84-9940-620-6)

- Javier MarínLa entereza de los cuerpos despedazados". Vaso Roto Ediciones, Madrid, España y San Pedro Garza García, México, 2014

- You cannot chose to go crazy”. En Lacan on Madness. Madness, yes you can't. Editado por Patricia Gherovici y Manya Steinkoler, London and New York, Routledge, 2015. Chapter 6, pp. 85-98. Versión electrónica, ebk.

- Psychanalyse et sculpture. Trois essais. París, Crépuscules, 2018.

- En inglés:  Jouissance: A Lacanian Concept  (SUNY series, Insinuations: Philosophy, Psychoanalysis, Literature) (ISBN 9781438479033): Braunstein, Néstor A., Rosman, Silvia, Rosman, Silvia: Books

## Labor editorial
- Miembro del Comité Asesor Editorial de siglo XXI Editores, México, D.F., del Comité Evaluador de la Revista Científica Anuario de Investigaciones de la Facultad de Psicología de la Universidad de Buenos Aires, Argentina,* del Comité Asesor Nacional de Devenires. Revista de Filosofía y Filosofía de la Cultura de la Universidad Michoacana de San Nicolás Hidalgo, Morelia, Michoacán, México, del Comité de lectura de Savoirs et clinique. Revue de Psychanalyse. Lille, France, Ramonville, Érès, del comité scientifique de La clinique lacanienne. Revue Internationale, París, Nueva York, Buenos Aires, Río de Janeiro, dictaminador de Perspectivas en Psicología, Revista de la Facultad de Psicología de la Universidad de Mar del Plata, Argentina, Colaborador en el Consejo Editorial de La Letra. Quito, Ecuador, del Consejo Editorial de la revista anual Teoría y Crítica de la Psicología Morelia México, del Consejo Editorial de la Revista "Errancia... la palabra inconclusa" de la Universidad Nacional Autónoma de México, del Comité de Lectura de Encuentros. Publicación del Colegio de Psicólogos de la Provincia de Buenos Aires. Distrito XV.

- Corresponsal extranjero de Correspondences Freudiennes. Revue de Psychanalyse. Lyon y Besançon, France, dPsicoterapia y Familia. Revista de la Asociación Mexicana de Terapia Familiar A. C., México, D.F., de La nave de los locos, Morelia, Michoacán, México,de ESP(a)CIO ANALÍTICO, Tucumán, Argentina, del International Journal of Psychoanalysis of Social Sciences and Culture, Kent University, Ohio. Publisher: Critical Press, New York.